# Hydrophorus emelijanovi
Hydrophorus emelijanovi är en tvåvingeart som beskrevs av Negrobov 1977. Hydrophorus emelijanovi ingår i släktet Hydrophorus och familjen styltflugor. Inga underarter finns listade i Catalogue of Life.